# علیرضا نعمت‌اللهی
علیرضا نعمت‌الهی (زادهٔ ۱۳۵۲، قم) گوینده رادیو، مجری و بازیگر ایرانی است. او بازی در چند سریال تلویزیونی و اجرای چندین برنامه تلویزیونی مثل «صبح‌بخیر ایران»، اشتیاق سپیده، یک صبح یک سلام را در کارنامه دارد. نعمت‌اللهی گوینده و مجری بسیاری از برنامه‌های رادیویی از قبیل «بی‌تعارف»، «صدای بهار»، «کلید»، «یک صبح یک سلام»، «گپ عصرانه» بوده‌است و برای اجرای برنامه «شکوه همدلی» موفق به کسب عنوان «بهترین گوینده مرد رادیویی برنامه‌های انتخاباتی مراکز استان‌های صدا و سیما» شد.
وی اجرای برنامه آب و آیینه که هر جمعه ساعت ۱۰ صبح از شبکه نور آغاز می‌شود را بر عهده دارد.

## فیلم‌شناسی

### تلویزیونی
- کیمیا (به کارگردانی جواد افشار، ۱۳۹۴)
- برادر (به کارگردانی جواد افشار، ۱۳۹۵)
- پرستاران (به کارگردانی علیرضا افخمی، ۱۳۹۵)
- هاتف (به کارگردانی داریوش یاری، ۱۳۹۵)
- نوار زرد (به کارگردانی پوریا آذربایجانی، ۱۳۹۶)
- آنام (به کارگردانی جواد افشار، ۱۳۹۶)
- پدر (به کارگردانی بهرنگ توفیقی، ۱۳۹۷)
- آرماندو (به کارگردانی احسان عبدی پور، ۱۳۹۷)
- بچه‌های گروهان بلال (به کارگردانی عبدالرحمن شلیلیان، ۱۳۹۷)
- گاندو (به کارگردانی جواد افشار، ۱۳۹۷)
- ویژه برنامه تحویل سال نو (به تهیه کنندگی و اجرای علیرضا نعمت‌اللهی، ۱۳۹۸)
- تله فیلم باغ ماهی(به تهیه کنندگی علیرضا نعمت‌اللهی،۱۴۰۰)
- گاندو ۲ (به کارگردانی جواد افشار، ۱۳۹۹)
- بی‌همگان (به کارگردانی بهرنگ توفیقی و اصغر هاشمی، ١۴٠١)